# Guy-Marie Riobé
Guy-Marie Riobé (* 25. April 1911 in Rennes; † 18. Juli 1978 in Le Grau-du-Roi) war ein französischer römisch-katholischer Bischof.

## Leben und Werk

### Diözesanpriester
Guy Riobé wuchs als zweites von sechs Kindern in einer bürgerlichen Familie zuerst in Rennes, ab 1923 in Angers auf. 1929 trat er in das dortige Priesterseminar ein, wo Louis Rétif (1911–1985) zu seinen Freunden zählte. Nach seiner Priesterweihe 1935 war er Kaplan in Saint-Florent-le-Vieil, von wo er sich mit Vorliebe in das Kloster Bellefontaine zurückzog, dessen Abt, Gabriel Sortais, er nahestand. Ab 1938 war er in der Leitung des diözesanen Jugendwerks. Ab 1943 gehörte er zu den von dem Jesuiten Pierre-Joseph de Clorivière (1735–1820) gegründeten Herz-Jesu-Priestern (Institut séculier des Prêtres du Coeur de Jésus).

### Die erste Umkehr
1945 begegnete Riobé, der in einer jansenistischen Atmosphäre aufgewachsen war, dem Jesuiten Prosper Monier (1886–1977), der bei ihm eine innere Umkehr zum Jesus der Bergpredigt auslöste. Ab 1950 wurde er zusätzlich geprägt durch die markante Figur seines Bischofs, Henri Chappoulie (1901–1959), Anhänger der Pax-Christi-Bewegung, der mit Entschiedenheit für die sozial Schwachen und die Arbeiter eintrat und der ihn 1951 zum Generalvikar wählte. Als solcher erlebte Riobé das Experiment der Arbeiterpriester bis zu ihrem Verbot im Jahre 1954 (und endgültig 1959). Unter dem Einfluss von Bischof Chappoulie öffnete er sich den Fragen des Kolonialismus. Er schloss sich an die Kleinen Brüder Jesu unter René Voillaume und Pierre Cimetière (1896–1969) an, ferner an die Fraternität Jesus Caritas. In Deutschland wurde ihm Georg Hüssler (1921–2013), der spätere Präsident von Caritas International, zum Gesprächspartner und Freund. Er unternahm Reisen nach Afrika und Südamerika, um mit den Priestern und Bischöfen der Dritten Welt zusammenzutreffen, deren oftmals jesuanische Einfachheit ihn leidenschaftlich berührte. Zu seinen Freunden in Südamerika gehörte Helder Camara.

### Bischof von Orléans. Erste Phase
1961 wurde Riobé zum Bischof von Orléans ernannt (zuerst Koadjutor, ab 1963 effektiv) und nahm als solcher am Zweiten Vatikanischen Konzil teil (speziell an der Missionskommission). Als Mitglied einer Bischofsbruderschaft, zu der auch Julius Angerhausen und Hugo Aufderbeck zählten, gehörte er zu den Initiatoren des Katakombenpakts (Selbstverpflichtung der Bischöfe zu einfachem Lebensstil und Dienst an den Armen). Riobé kämpfte gegen das (von seinem Freund Ivan Illich angeprangerte) Erscheinungsbild des Bischofs als Würdenträger und funktionierendes Glied eines bürokratischen Apparats. Er warb für eine „Kirche der Armen“ und tatkräftige Hilfe zur Überwindung der Armut in der „Dritten Welt“. Er vertrat die französische Bischofskonferenz bei Beratungen zur Entwicklungshilfe, unter anderem im Consejo General de la Pontificia Comisión para América Latina (COGECAL) der Päpstlichen Kommission für Lateinamerika.

### Bischof von Orléans. Zweite Phase. Die zweite Umkehr
1969 beschloss Riobé, sich auch als Bischof ohne Rücksicht auf seine Person für seine jesuanischen Ideale zu engagieren. Er trat an der Seite von Kriegsdienstverweigerern in ihren Prozessen als Zeuge auf, kritisierte die atomare Bewaffnung Frankreichs und wandte sich gegen den Verkauf französischer Waffen an undemokratische Staaten. Er kämpfte gegen das Gerücht von Orléans. An der Seite von Helder Camara kritisierte er die unjesuanischen Strukturen eines Teils der südamerikanischen Kirche. Er setzte sich für die Priesterweihe Verheirateter ein (nicht aber für die Verheiratung von Priestern) und sprach sich gegen die mitleidlose Verdammung jeglichen Schwangerschaftsabbruchs aus. Durch diese Stellungnahmen wurde er in der französischen Öffentlichkeit eine Art Star wider Willen, geriet aber im Kollegium der Bischöfe zunehmend in die Isolierung. 1975 machte er Papst Paul VI. ein erstes Rücktrittsangebot, das abgelehnt wurde. Er hielt deshalb nicht an sich, sondern setzte seine Politik des prophetischen Wortes fort. Er sagte etwa: „Solange das kapitalistische System fortbesteht, ist es nicht möglich, evangeliengerecht zu leben.“ (1975) oder: „Nur eine arme Kirche kann die Energien des Evangeliums freisetzen.“ (1976) und: „Nicht die Jugend steht der Kirche fern, sondern die Kirche steht der Jugend fern.“ (1977) 1977 fühlte er sich durch eine indirekte Kritik des Papstes getroffen und bot ein zweites Mal seinen Rücktritt an, der wiederum abgelehnt wurde.

### Zunehmende Zwangslage und Tod
Riobé litt zunehmend unter seiner Zwangslage als von der Kirche verfemter Prophet des Evangeliums. Er deutete sie mit dem französischen Sprichwort: „Qui veut noyer son chien, l’accuse de la rage“ (wörtlich: Wer seinen Hund ersäufen will, der dichtet ihm die Tollwut an). Am 18. Juli 1978 weilte er allein und inkognito im Strandhaus eines Freundes in Le Grau-du-Roi. Um 20 Uhr 30 wurde er von einem Fischer tot und unbekleidet aus dem Wasser gezogen, doch erst am 24. Juli identifiziert. Über die Umstände seines Todes gibt es nur Vermutungen. Am naheliegendsten ist ein Herzinfarkt beim Schwimmen. Sein Nachfolger, Jean-Marie Lustiger, erwähnte den Namen des Vorgängers bei der Bischofsweihe nicht.

## Schriften (Auswahl)
- La liberté du Christ. Entretiens avec Olivier Clément. Stock/Cerf, Paris 1974.
- Diskussion um den Priester. Briefe an Bischof Riobé. Müller, Salzburg 1974.

Postum
- La passion de l’Évangile. Éditions du Cerf, Paris 1978.
- Les fêtes et la vie. Éditions du Cerf, Paris 1979.
- Projet d’Église. Une Église libre qui ose. Éditions du Cerf, Paris 1979.